# Экономика Того
Того — аграрная страна.

## Сельское хозяйство
Доля сельского хозяйства в ВВП достигает 29 %.
Для местного потребления выращивают различные продовольственные культуры: на юге — преимущественно маниок и кукурузу, в центральной части — ямс, просо, кукурузу, рис, а на севере — главным образом просо, сорго, арахис. Важнейшие экспортные культуры — какао и кофе, возделывают в мелких хозяйствах и на крупных плантациях, принадлежащих африканцам. Вывозят как сырьевую, так и переработанную сельскохозяйственную продукцию. Помимо какао и кофе Того экспортирует в небольшом объёме хлопок, продукты масличной пальмы, арахис, крахмал из маниока, копру и др.
Жители севера разводят буйволов, овец, коз, а на побережье развито главным образом свиноводство и домашнее птицеводство. Многие жители прибрежной полосы занимаются рыболовством.

## Промышленность
Доля промышленности в ВВП — 20,4 % (2003). Основная отрасль промышленности — добывающая. Добываются поваренная соль, доломиты и фосфориты (в 2001 добыто 1,07 млн. т.). Обрабатывающая промышленность (ок. 10 % от ВВП). Имеются предприятия по обработке производство безалкогольных напитков, крахмала, муки, пива, пальмового масла и др.), кожевенно-обувной, текстильной, химической (производство красок, лаков, моющих средств, спичек и пластмасс), швейной отраслей, производством стройматериалов (пиломатериалы, цемент и пр.). В столице есть нефтеперерабатывающий и сталелитейный заводы.

## Энергетика
Энергетика на 70 % основывается на древесном угле. Имеются ГЭС на реках Кпалиме и Моно. В 2012 году произведено 109 млн кВт·ч электроэнергии, ещё 959 млн кВт·ч импортировано.

## Транспорт
Аэропорты
- всего — 8 (2013)[2], в том числе
  - с твёрдым покрытием — 2
  - без твёрдого покрытия — 6

Автодороги
- всего — 11,6 тыс. км (2007)[2], в том числе
  - с твёрдым покрытием — 2,4 тыс. км
  - без твёрдого покрытия — 9,2 тыс. км

Железные дороги
- всего — 568 км (2014)[2]

Водный транспорт
- всего судов — 2 водоизмещением 3,918 грт/3,852 дедвейт
  - сухогруз — 1
  - рефрижератор — 1

## Торговля
- Экспорт: $1,934 млрд (2015)[2]
- Статьи экспорта: хлопок, фосфаты, кофе, какао
- Импорт: $2,983 млрд (2015)[2]
- Статьи импорта: транспортное оборудование, продовольствие, топливо